# Гієронім
Гієронім (230—214 роки до н. е.) — правитель Сиракуз з літо 215 до літо 214 року до н. е.

## Біографічні відомості
Був сином Гелона та Нереїс, доньки Пірра Епірського. Почав володарювати після смерті свого діда Гієрона II. Почав правити у складних умовах. В його царській раді боролися прихильники Рима та Карфагена. Нарешті Гієронім вирішив діяти проти Риму. З 15000 вояків він захопив Леонтіни. В цьому місті проримською партією (Феодотом та Сосієм) були зчинено замах на Гієроніма, під час якого останній загинув.